# エア・フレイト・フォワーダー

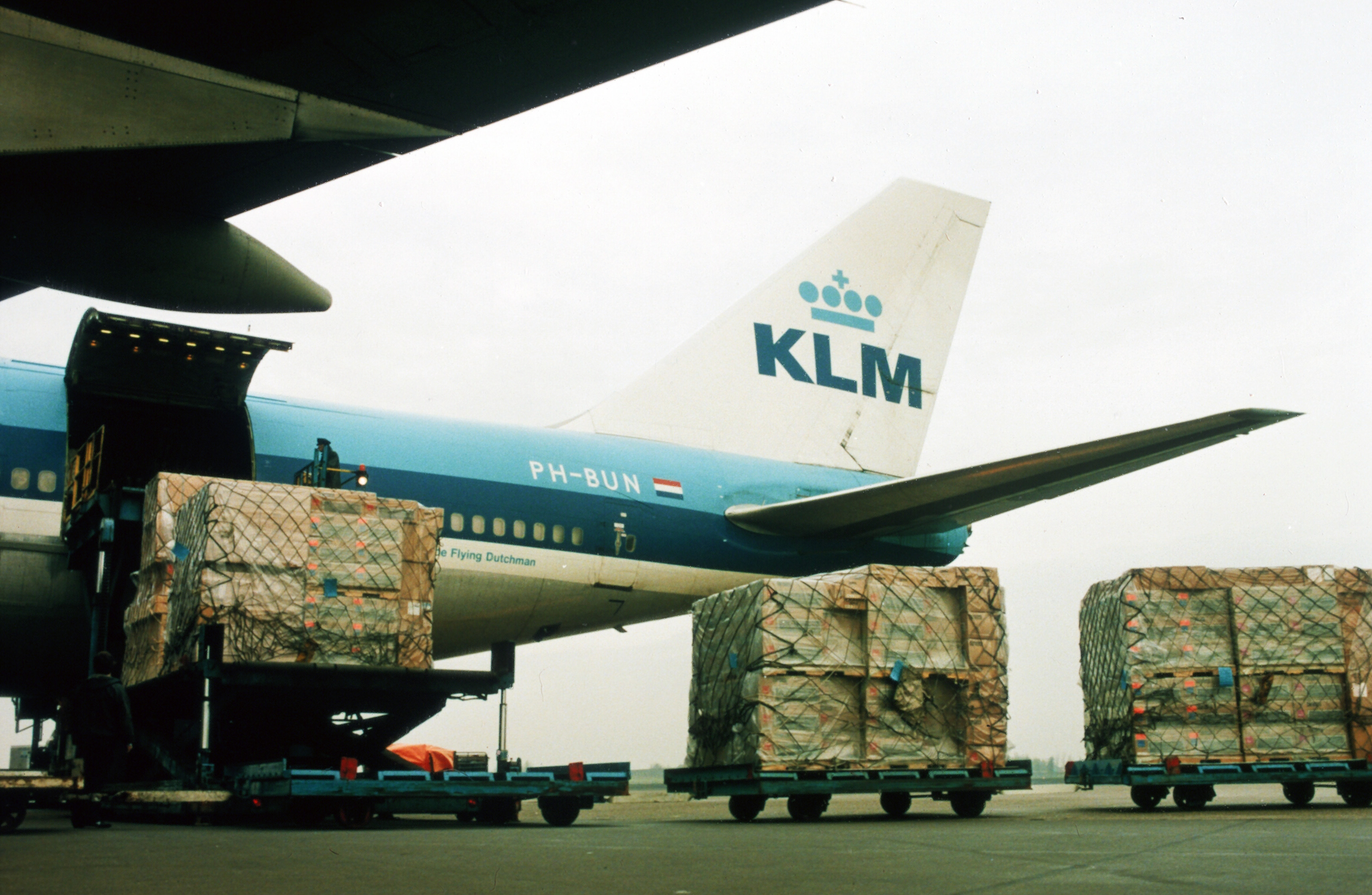
航空貨物の積み込み

エア・フレイト・フォワーダー（英: air freight forwarder）とは、利用航空運送事業、航空貨物混載事業者などと呼ばれ、不特定多数の荷主から集めた貨物を集約し、同一空港宛の貨物をまとめて航空会社と輸送契約を結ぶ運送業者である。自らは航空運送手段を持たない（フォワーダー）。
自ら運賃を設定することができるため、航空会社からの仕入れと荷主への売値の差額を利用し、収益をあげることができる。また、複数の荷主の貨物を集約することで混載差益を発生させることもできる。
日本では国際航空貨物輸送業者を指すことが多い。

## エア・フレイト・フォワーダー業務の流れ
荷送人から貨物の集荷貨物を保税区へ輸送
計量・ラベル添付・爆発物検査貨物の明細を計量し、エアラベル、危険品ラベルなどを添付する。また、爆発物検査を行う。
輸出通関手続き荷送人が作成したインボイスに基づき、通関申告を行う。
混載貨物仕立て異なる荷主の貨物を組み合わせて、混載貨物を仕立てる。
航空会社への引き渡し混載貨物を航空会社へ引き渡す。
航空機への搭載航空会社は貨物を航空機へ搭載させる。
航空機からの取り下ろし、現地代理店への引き渡し航空機到着後、航空会社は現地のブローカーへ貨物を引き渡す。
混載貨物仕分けブローカーは混載貨物を仕分け、個別の顧客ごとの状態にする。
輸入通関手続き輸入通関の手続きを行う。
荷受人へ配送荷受人へ配送を行う　

## 日本の事業者
日本では貨物利用運送事業法を根拠とする。
国際航空貨物の取扱量は年間約130万トン、市場規模は約6000億円と言われる。大手三社の市場占有率は50％近くなり、上位十二社の場合は75％を超える寡占市場である。
2009年3月18日、公正取引委員会はエア・フレイト・フォワーダー12社に対し、カルテルを結んでいたとして私的独占の禁止及び公正取引の確保に関する法律（独占禁止法）違反（不当な取引制限）を認定し、総額約90億円の課徴金納付と再発防止を求める排除措置命令を出した。

### 大手5社
- 日本通運 (NX)
- 近鉄エクスプレス (KWE)
- 郵船ロジスティクス (YLK)
- 阪急阪神エクスプレス (HEX)
- 西日本鉄道国際物流事業本部 (NNR)

## 関連
- 国際航空運送協会（IATA）
- 航空貨物運送協会（JAFA）
- フォワーダー
- 航空貨物カルテル